# Kim Ho-jun
Đây là một tên người Triều Tiên, họ là Kim.
Kim Ho-Jun (sinh ngày 21 tháng 6 năm 1984) là một cầu thủ bóng đá Hàn Quốc thi đấu cho Gangwon FC.
Anh ra mắt trong trận đấu trước Daejeon Citizen năm 2005.

## Thống kê sự nghiệp câu lạc bộ
Tính đến 29 tháng 11 năm 2011
| Thành tích câu lạc bộ | Thành tích câu lạc bộ | Thành tích câu lạc bộ | Giải vô địch | Giải vô địch | Cúp     | Cúp       | Cúp Liên đoàn | Cúp Liên đoàn | Châu lục | Châu lục  | Tổng cộng | Tổng cộng |
| Mùa giải              | Câu lạc bộ            | Giải vô địch          | Số trận      | Bàn thắng    | Số trận | Bàn thắng | Số trận       | Bàn thắng     | Số trận  | Bàn thắng | Số trận   | Bàn thắng |
| Hàn Quốc              | Hàn Quốc              | Hàn Quốc              | Giải vô địch | Giải vô địch | Cúp KFA | Cúp KFA   | Cúp Liên đoàn | Cúp Liên đoàn | Châu Á   | Châu Á    | Tổng cộng | Tổng cộng |
| --------------------- | --------------------- | --------------------- | ------------ | ------------ | ------- | --------- | ------------- | ------------- | -------- | --------- | --------- | --------- |
| 2005                  | FC Seoul              | K League 1            | 2            | 0            | 0       | 0         | 1             | 0             | -        | -         | 3         | 0         |
| 2006                  | FC Seoul              | K League 1            | 0            | 0            | 0       | 0         | 0             | 0             | -        | -         | 0         | 0         |
| 2007                  | FC Seoul              | K League 1            | 0            | 0            | 0       | 0         | 0             | 0             | -        | -         | 0         | 0         |
| 2008                  | FC Seoul              | K League 1            | 24           | 0            | 0       | 0         | 7             | 0             | -        | -         | 31        | 0         |
| 2009                  | FC Seoul              | K League 1            | 24           | 0            | 2       | 0         | 0             | 0             | 6        | 0         | 32        | 0         |
| 2010                  | Jeju United           | K League 1            | 31           | 0            | 3       | 0         | 4             | 0             | -        | -         | 38        | 0         |
| 2011                  | Jeju United           | K League 1            | 24           | 0            | 2       | 0         | 0             | 0             | 6        | 0         | 32        | 0         |
| 2012                  | Sangju Sangmu         | K League 1            |              |              |         |           |               |               | -        | -         |           |           |
| Tổng cộng sự nghiệp   | Tổng cộng sự nghiệp   | Tổng cộng sự nghiệp   | 105          | 0            | 7       | 0         | 12            | 0             | 12       | 0         | 136       | 0         |